# Dinoponera

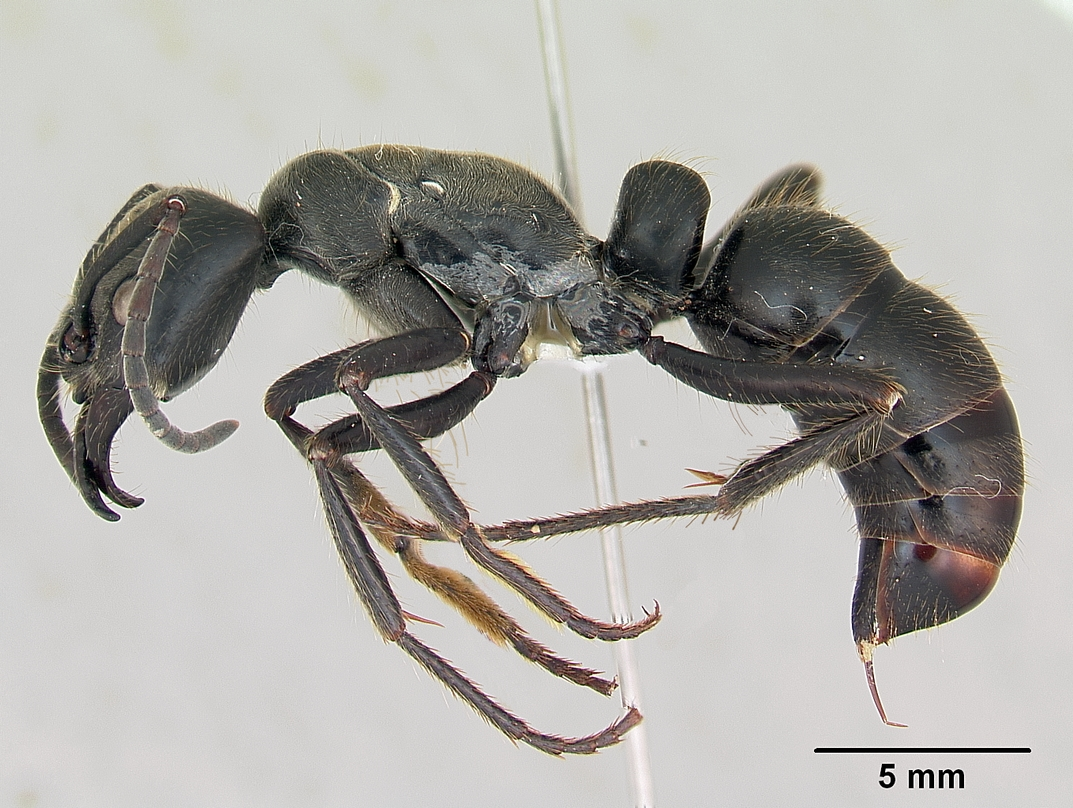
Dinoponera australis

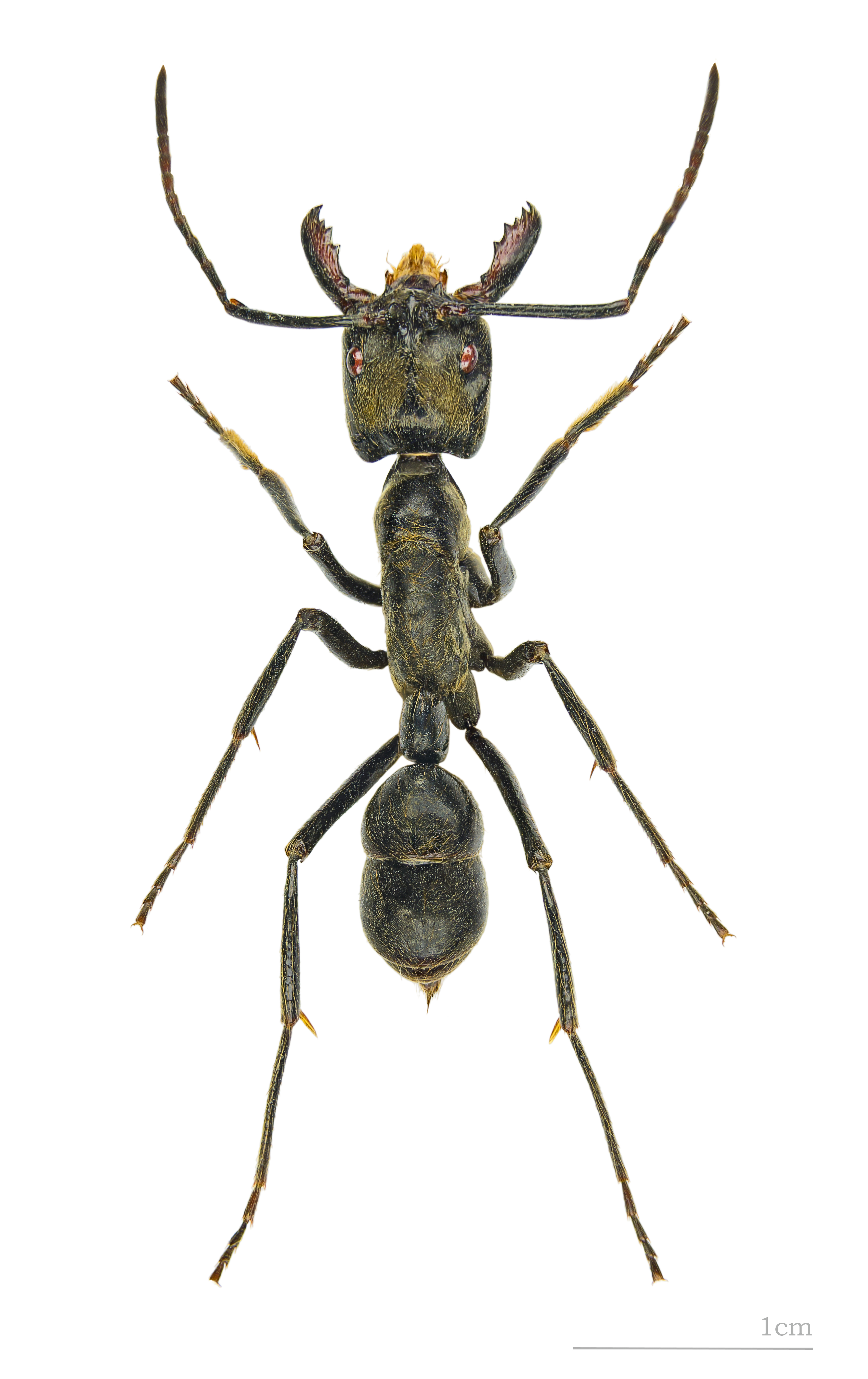
Dinoponera quadriceps

Dinoponera (лат. , от др.-греч. δεινός «ужасный» и Ponera) — род самых крупных муравьёв (Formicidae) из подсемейства Ponerinae. Эндемик Южной Америки. Размер муравьёв достигает 3 см. У представителей рода Dinoponera зафиксировано самое большое число хромосом среди всех видов и родов муравьёв. Диплоидный набор хромосом у вида Dinoponera lucida 2n = 120.

## Распространение
Неотропика. Представители рода встречаются от горных тропических лесов на восточном склоне Анд в Перу, Эквадоре и Колумбии до саванн и низменных тропических лесов в Бразилии, Гайане, на юг через Боливию, Парагвай и Аргентину.

## Описание
Крупные муравьи (длина около 2—3 см) чёрного цвета, гнездящиеся в почве. В яде вида Dinoponera australis (Бразилия) обнаружена новая группа пептидов — Динопонеротоксины (Dinoponeratoxins) и несколько других уникальных компонентов (Johnson & al., 2010).
Исследованные гениталии самцов хорошо отличаются у разных видов. Наиболее близки по структурам гениталий пары видов D. australis и D. snellingi, D. gigantea и D. quadriceps.

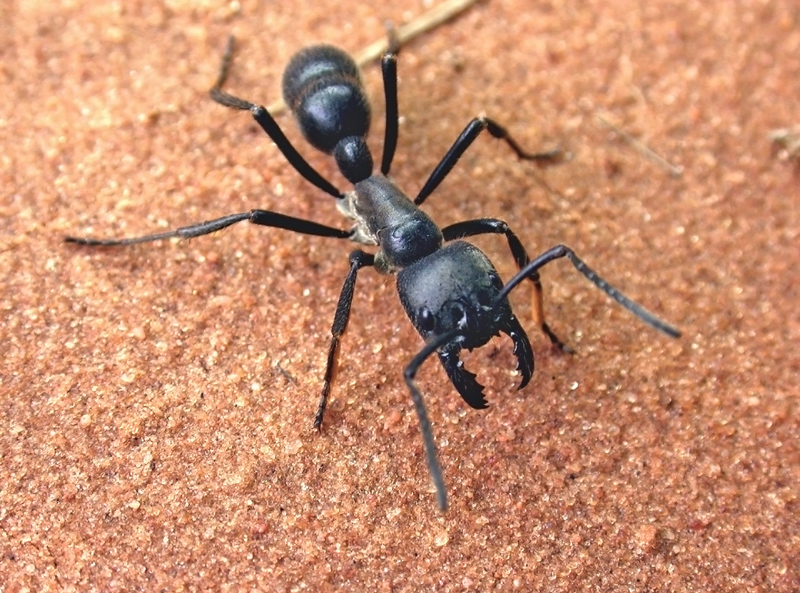
Dinoponera australis, рабочий
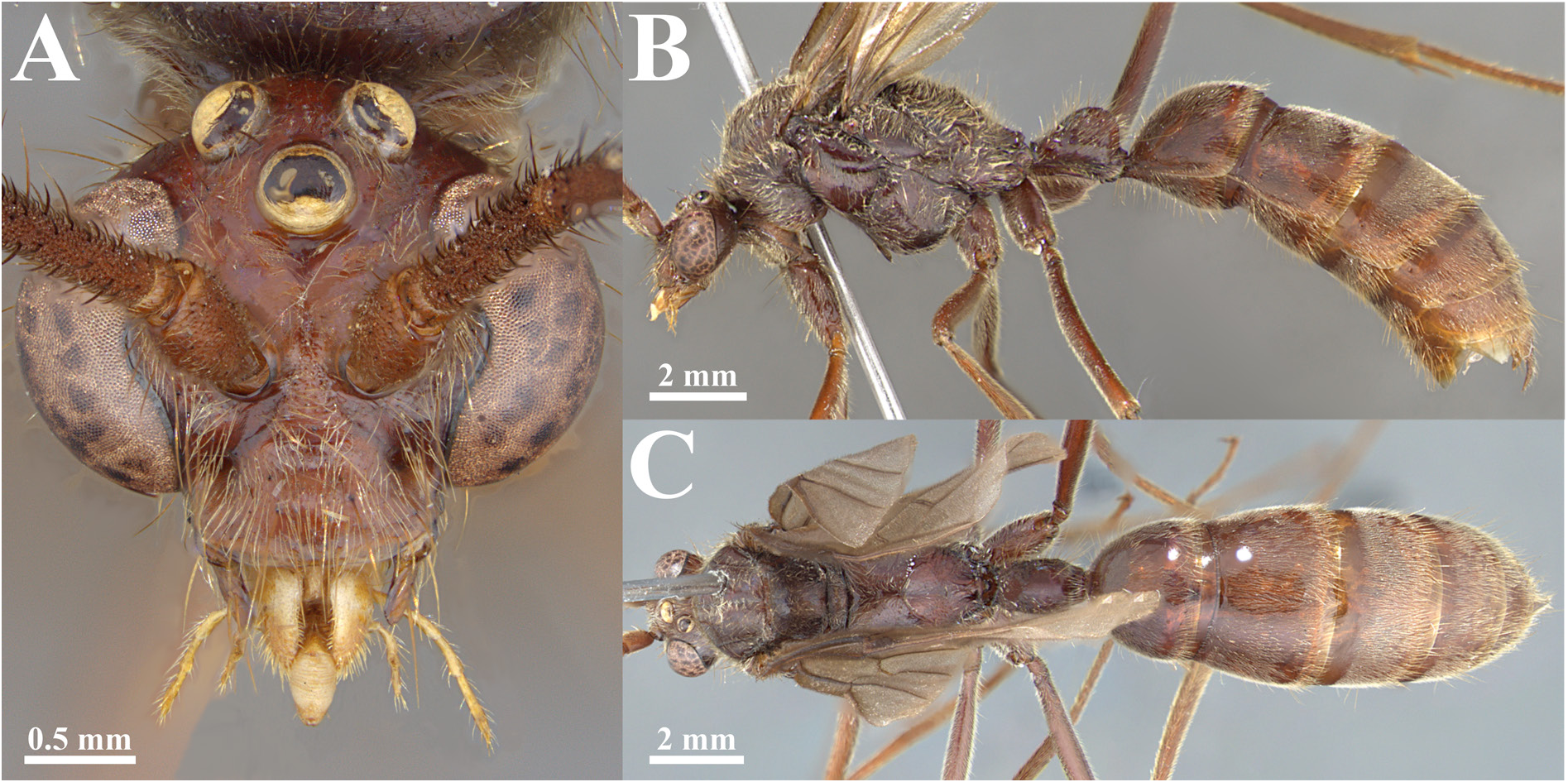
Самец Dinoponera sp.

### Яд
Для подавления крупной живой добычи и защиты рабочие особи обладают жалом, которое вызывает сильную боль, продолжающуюся до 48 часов. Лимфаденопатия, отёк, тахикардия и появление свежей крови в фекалиях жертвы — обычные симптомы. У некоторых особей муравьев ядовитый мешок пуст. У рабочих в яде может содержаться 60—75 уникальных белковых компонентов. Было обнаружено, что свернутая железа в ядовитой системе Dinoponera australis имеет близкое сходство с таковой у веспиновых ос. Содержание яда Dinoponera australis сходно с ядом муравьёв рода Pachycondyla. Благодаря большому разнообразию соединений и системным эффектам яд Dinoponera может быть полезен для фармацевтической промышленности. Например, Sousa et al. (2012) продемонстрировали на мышах, что яд Dinoponera quadriceps обладает антиноцицептивными свойствами. Авторы отмечают, что местное население северо-восточной Бразилии использует сухих измельченных муравьев Dinoponera quadriceps для лечения ушной боли, а укусы живых муравьев применяют при болях в спине и ревматизме.

## Биология
Новые колонии основываются путем деления — процесса, при котором бета-самка оплодотворяется в родном гнезде. Затем эта новая альфа-самка покидает гнездо вместе с группой рабочих, чтобы основать зарождающуюся колонию, иногда используя тандемный бег.
Колонии различаются по размеру в зависимости от вида. Семьи Dinoponera australis насчитывают в среднем 14 рабочих (диапазон 3—37), D. gigantea — 41 рабочих (диапазон ~30—96), а у D. quadriceps самые большие колонии — в среднем 80 рабочих (диапазон 26—238). Морган (1993) раскопал два гнезда D. longipes, возможно, зарождающуюся колонию с 7 рабочими и зрелую колонию со 120 рабочими.

### Гнездо
Муравейник состоит из больших камер и туннелей в почве, с земляной насыпью, и может быть глубиной 0,10—1,2 м. Гнезда D. australis и D. quadriceps глубже, чем у D. gigantea. Более глубокие гнезда являются возможной адаптацией к сезонам засушливости. Гнезда D. gigantea могут иметь до восьми входов и могут быть слабо полидомными, в то время как для D. longipes было зарегистрировано 1—30 отверстий, в среднем 11. Плотность гнездования и пространственное распределение варьируются в зависимости от среды обитания. Плотность варьирует от 15—40 гнезд на га до 80 гнезд на га. Морган (1993) измерил расстояние между гнездами D. longipes, медиана которого составила 35 м (n=22, диапазон 14—69,5 м). Dinoponera australis и D. gigantea обычно гнездятся у основания деревьев. Наблюдения за гнездами D. quadriceps показали, что в более засушливых местообитаниях Каатинга и Серрадо гнезда строятся преимущественно под деревьями, тогда как в атлантическом бразильском лесу 60 % гнезд находились на расстоянии 3 м от любого дерева.

## Генетика
У представителей рода Dinoponera зафиксировано самое большое число хромосом среди всех видов и родов муравьёв и среди всех семейств перепончатокрылых насекомых (Hymenoptera). Диплоидный набор хромосом 2n = 62—120. Минимальный набор у Dinoponera longipes (62), а максимальный и варьирующий у вида Dinoponera lucida (2n = 106, 116, 118, 120). Наблюдаемые различия в кариотипе между популяциями (например у D. lucida) интерпретировали как следствие разделения вида на аллопатрические популяции в четвертичный период. Изменчивость кариотипа в пределах описанного вида была обнаружена и у Pachycondyla, и может представлять собой криптические виды.
Геном вида Dinoponera australis: 0,57 пг (C value).

## Систематика
8 видов. Род был впервые выделен в 1861 году немецким энтомологом и поэтом Юлиусом Рогером. Таксон Dinoponera grandis ранее рассматривался в качестве синонима типового вида D. gigantea. В 2021 году в ходе родовой ревизии было показано, что таксоны Dinoponera australis и Dinoponera snellingi являются синонимами вида Dinoponera grandis (Guérin-Menéville, 1838), который был восстановлен в самостоятельном видовом статусе.
- Dinoponera gigantea Perty, 1833
- Dinoponera grandis (Guérin-Menéville, 1838)
  - =Dinoponera australis Emery, 1901, синонимия по Диасу и Латтке (2021)[14]
  - =Dinoponera snellingi Lenhart et al., 2013[1]
- Dinoponera hispida Lenhart, Dash et Mackay, 2013[1]
- Dinoponera longipes Emery, 1901
- Dinoponera lucida Emery, 1901
- Dinoponera mutica Emery, 1901
- Dinoponera nicinha Dias, Lattke, 2021[14]
- Dinoponera quadriceps Kempf, 1971